# The More Things Change...
The More Things Change... – drugi studyjny album Machine Head, wydany przez wytwórnię Roadrunner Records.

## Lista utworów
1. „Ten Ton Hammer” – 4:14
2. „Take My Scars” – 4:20
3. „Struck a Nerve” – 3:34
4. „Down to None” – 5:28
5. „The Frontlines” – 5:51
6. „Spine” – 6:38
7. „Bay of Pigs” – 3:46
8. „Violate” – 7:20
9. „Blistering” – 4:59
10. „Blood of the Zodiac” – 6:38

Utwory bonusowe
(Digipack, Roadrunner Records, 2000 nr RR88605)
11. „Possibility Of Life's Destruction” – 1:31 (cover Discharge)
12. „My Misery” – 4:42
13. „Colors” – 4:39 (cover Ice T)

## Twórcy
Skład zespołu
- Robb Flynn – śpiew, gitara rytmiczna, teksty, logo MH, miksowanie[7]
- Logan Mader – gitara prowadząca[7]
- Adam Duce – gitara basowa, wokal wspierający[7]
- Dave McClain – perkusja[7]

Udział innych
- Colin Richardson – produkcja, miksowanie[7]
- Vincent Wojno – inżynier nagrywania[7]
- Andy Sneap – miksowanie[7]
- Steve Baughman – asystent miksowanie[7]
- Ted Jensen – mastering[7]
- Monte Conner – A&R[7]
- Joseph Cultice – okładka, zdjęcia zespołu[7]
- Harald O. – koncertowe zdjęcia zespołu[7]

## Opis
Jako pierwsze utwory powstały „The Frontlines” and „Struck A Nerve”. Oba utworzy zespół zaprezentował podczas koncertów w 1995, gdy w składzie był jeszcze perkusista Chris Kontos.
Materiał nagrano i miksowano w studiach: w The Plant w Sausalito, Scream Studios in Burbank, Hyde Street w San Francisco (wszystkie w stanie Kalifornia), Parr St. w Liverpoolu (Anglia) oraz finalnie w Larrabee Studios w West Hollywood. Album był remiksowany trzy razy, a gitary były nagrywane ponownie 3 razy, aby uzyskać ostateczny ich ciężki dźwięk. Trzeciego miksu dokonał Andy Sneap. Miksowanie wykonano w ww. Liverpoolu. W trakcie prac muzyków nękały problemy: m.in. zostały wymazane ścieżki wokalne, w trakcie miksowania perkusista Dave McClain doznał urazu kolana w wypadku samochodowym.
We wkładce do płyty umieszczono fotografie podpisane jako: spalona ofiara, my lai, południowy Wietnam, bośniacka kobieta tuląca do twarzy czaszkę swojego syna, dwaj oślepieni i okaleczeni żołnierze wojny światowej.
Album został zadedykowany dwóm osobom, którymi byli: Daryll Wooley (Tiny) i Dana Wells.
W 1997 w ramach promocji wydano singel „Take My Scars” oraz wyprodukowano teledyski do „Ten Ton Hammer” (reż. Bill Ward) i „Take My Scars” (reż. Chris Hafner). Zdjęcia do obu wideoklipów kręcono w The Berkeley Square w Berkeley, The Trocadero w Filadelfii i The Vic Theater w Chicago.

## Odbiór
Album zadebiutował w Top 20 w Europie/Wielkiej Brytanii i na 138. miejscu na liście Billboard w USA. W pierwszym tygodniu sprzedał się w 10 000 egzemplarzy w USA. Według danych z kwietnia 2002 album sprzedał się w nakładzie 115,104 egzemplarzy na terenie Stanów Zjednoczonych.
Z okazji 25-lecia od wydania albumu w dniu 18 marca 2022 zespół zagrał koncert wykonujący cały materiał z płyty, a podczas występu uczestniczył Logan Mader.